# Ravnkloa
Ravnkloa er navnet på Trondheims mest kendte torv. Pladsen ligger for enden af Munkegata, mellem Olav Tryggvasons gate og kanalen, på linjen mellem Nidarosdomen og Munkholmen. Ravnkloa er Trondheims centrum for handel med fisk og skaldyr.
Om sommeren går der båd mellem Ravnkloa og Munkholmen flere ganger dagligt, og Kystlaygets fløtmann ror folk over kanalen til og fra Fosenkaia kontinuerlig, når vejret er godt. Ravnkloa er også udgangspunktet for guidede bådturer i Trondheim.

## Historie
Navnet Ravnkloa stammer givetvis fra en Peder Raffnklau, som kan spores tilbage til 1619, og navnet er brugt på torvet fra begyndelsen af 1700-tallet.
Der har foregået handel med fisk i Ravnkloa i mange hundrede år. I 1800-tallet foregik der også torvehandel her, hvilket startede i 1841. I 1896 blev der anlagt et fisketorv i Ravnkloa, dette blev flyttet indendørs i en midlertidig fiskehal i 1945. I 1960'erne blev fiskehallen erstattet med en ny, midlertidig fiskehal. Den blev revet ned i 1999. Nutidens torvehal blev åbnet i december 2000. Den indeholder fiskemarkedet Ravnkloa Fisk & Skalldyr og om sommeren caféen Kloa Servering, som er et populært sted at spise rejer på sommeraftener. I tillæg er der salg af fisk og skaldyr direkte fra flydebryggen i Ravnkloa. 26. november 2007 åbnede delikatessebutikken Rafnklau i Ravnkloa. Rafnklau ejes bl.a. af Calle Fegth, der er daglig leder af restaurant Credo i Trondheim. 
Selve torvet blev renoveret i midten af 1990'erne, hvor pladsen blev brolagt og der blev udformet et amfiteater med siddepladser rundt i kanten. Nils Aas' skulptur Den siste viking fra 1991 og en kopi af det gamle Ravnklo-klokke står opstillet på pladsen. 